# Croton bracteatus
Espèce
Croton bracteatus est une espèce de plantes à fleurs du genre Croton et de la famille des Euphorbiaceae, présente au nord est de Madagascar.
Il a pour synonyme :
- Oxydectes bracteata, (Lam.) Kuntze